# ملعب يوكوهاما الدولي
ملعب يوكوهاما الدولي (باليابانية: 横浜国際総合競技場، ويُنطق يوكوهاما كوكوساي سوغو كيوغي-جو)، والمعروف حاليًا باسم استاد نيسان (باليابانية: 日産スタジアム، نيسان ستاديام) بسبب حقوق الرعاية، هو ملعب متعدد الاستخدامات يقع في مدينة يوكوهاما بمحافظة كاناغاوا في اليابان،  افتتح في شهر مارس من عام 1998. يُستخدم الملعب كمقر رسمي لفريق يوكوهاما إف مارينوس الذي ينافس في دوري الدرجة الأولى الياباني.
ظل هذا الملعب يتمتع بأكبر سعة جماهيرية في اليابان لمدة 21 عامًا، حيث يتسع لـ 75,000 متفرج، وذلك حتى افتتاح الاستاد الوطني الجديد في طوكيو في ديسمبر 2019. وخلال كأس العالم لكرة القدم 2002، استضاف الملعب ثلاث مباريات من دور المجموعات، إلى جانب المباراة النهائية التي جمعت بين ألمانيا والبرازيل في 30 يونيو 2002. كما كان من بين الملاعب التي استُخدمت في منافسات كرة القدم ضمن دورة الألعاب الأولمبية الصيفية لعام 2020. احتضن الملعب في عام 2019 مباريات من بطولة كأس العالم للرجبي، بما في ذلك المباراة النهائية، التي أُقيمت فيه بعد تعذّر الانتهاء من بناء الاستاد الوطني الذي كان مقرّرًا أن يحتضنها.
في 28 أغسطس 2009، أعلنت شركة نيسان أنها لن تُجدد عقد حقوق تسمية الملعب، والذي كان من المقرر أن ينتهي في 28 فبراير 2010. ومع ذلك، استمرت المفاوضات بين الشركة وبلدية يوكوهاما، وتم التوصل إلى اتفاق جديد لمدة ثلاث سنوات. وفي 28 فبراير 2013، جددت بلدية يوكوهاما، بصفتها مالكة الملعب، العقد لمدة ثلاث سنوات إضافية تمتد من 1 مارس 2013 حتى 29 فبراير 2016، بقيمة سنوية قدرها 150 مليون ين. ثم في 1 ديسمبر 2015، تم تجديد العقد مرة أخرى لمدة خمس سنوات من 1 مارس 2016 حتى 28 فبراير 2021 بنفس القيمة السنوية. وأخيرًا، في 26 فبراير 2021، أُبرم عقد جديد مدته خمس سنوات يمتد من 1 مارس 2021 حتى 28 فبراير 2026، مقابل إجمالي قدره 600 مليون ين (أي 120 مليون ين سنويًا).